# جاي بيكر
جاي بيكر (بالإنجليزية: Jay Baker)‏ هو لاعب اتحاد الرغبي بريطاني، ولد في 6 أكتوبر 1991 في ويلز في المملكة المتحدة.